# ジャン・クリストフ・ナポレオン
ジャン＝クリストフ・ナポレオン・ボナパルト（フランス語: Jean-Christophe Napoléon Bonaparte, 1986年7月11日 - ）は、ボナパルト家の家長で、ナポレオン公。
ナポレオン・ボナパルトの来姪孫（弟の孫の孫の子）にあたる。
ナポレオン7世（フランス語: Napoléon VII）の称号、ボナパルト家当主の座は実父シャルル・ナポレオンと競合状態にあり、父の家督を有効とみなす場合、次期家長として「ナポレオン8世」の予定者とされる。

## 経歴
南フランスのサン＝ラファエルで、シャルル・ナポレオンとその最初の妻ベアトリス・ド・ブルボン・デ・ドゥ＝シシール（両シチリア王位請求者フェルディナンド・マリアの長女）の間の長男として生まれた。父母双方の出自により、女系でブルボン家の血を引く。
父シャルルと母ベアトリーチェは1989年に離婚、父は1996年に貴賤結婚に走った。このため「ナポレオン6世」こと祖父ルイ・ナポレオン（ナポレオン6世）は、シャルルの継承権を剥奪し、代わって孫であるジャン＝クリストフを継承者とみるようになった。
1997年、ルイ・ナポレオンは死の間際に孫のジャン＝クリストフを後継者にすると遺言した。しかしシャルルは父の遺言を無視して家長を称した。以来、父子の間で「ナポレオン7世」の座を競合している。ただしシャルルによれば、家長の地位をめぐって父子の間で「対立などはしていない」という。またシャルルは自身の推定相続人にジャン＝クリストフを指名している。
ジャン＝クリストフは商業系名門グランゼコールのHEC経営大学院（パリ高等商業学校）を卒業し、ニューヨークのモルガン・スタンレーでアナリストを務めたあと、2017年5月にはハーバード・ビジネス・スクールでMBAをも修め、ロンドンのブラックストーン・グループにて未公開株担当のアソシエイトにも就いた。フランス語、英語、スペイン語に堪能である。

## 家族
2019年3月、ジャン＝クリストフはオーストリア・ハプスブルク家の末裔であるアルコ＝ツィンネベルク伯爵リプラントの娘であるオリンピアと婚約した。オリンピアの父アルコ＝ツィンネベルク伯爵リプラントは最後のバイエルン国王ルートヴィヒ3世の曾孫にあたり、母マリア・ベアトリスは最後のオーストリア皇帝カール1世の次男ローベルトとイタリア王国初代国王ヴィットーリオ・エマヌエーレ2世の曾孫マルゲリータ・ディ・サヴォイア＝アオスタの娘、かつオーストリア=エステ大公でベルギー王子のローレンツの姉にあたる。婚約に際し、ジャン=クリストフはナポレオン3世皇后ウジェニー・ド・モンティジョ遺愛の40カラットのダイヤモンドを結婚式に使うことをオリンピアに提案したが、その矢先の2019年4月にホテルの前に止めてあった2人の車からオリンピアのカードとともにダイヤモンドが盗まれるという事件が発生。警察による公開捜査の結果、盗んだのは30歳のエジプト人で逮捕となり、ダイヤモンドは無事に2人の元に戻ってきた。民事婚は2019年10月17日にヌイイ市庁舎で、宗教婚は2日後にアンヴァリッドのサン・ルイ礼拝堂で挙行された。2022年に長男ルイ・ナポレオンがパリにて誕生、洗礼式は翌2023年5月13日、ナポレオン3世とウジェニー皇后の眠る聖マイケル修道院で行われた。
- ルイ・ナポレオン（2022年12月7日 - ）